# Urostrophus undulatus
Urostrophus undulatus — вид ігуаноподібних ящірок родини Leiosauridae. Мешкає в Південній Америці.

## Поширення і екологія
Urostrophus undulatus мешкають в штаті Ріу-Гранді-ду-Сул на півдні Бразилії та в Уругваї. Вони живуть в пампі.